# Mycetophagus arizonicus
Mycetophagus arizonicus is een keversoort uit de familie boomzwamkevers (Mycetophagidae). De wetenschappelijke naam van de soort werd in 1910 gepubliceerd door Schaeffer.